# Qorveh
Qorveh (farsi دهگلان) è il capoluogo dello shahrestān di Qorveh, circoscrizione Centrale, nella provincia iraniana del Kurdistan. Aveva, nel 2006, 65.842 abitanti. Si trova 93 km a est di Sanandaj, sulla strada per Hamadan.